# Тимчасова Ірландська республіканська армія
Тимчасова Ірландська республіканська армія (ірл. Óglaigh na hÉireann, англ. Provisional Irish Republican Army; скорочення ТІРА, англ. PIRA) — була ірландською республіканською парамілітарною організацією, що мала за мету від'єднання Північної Ірландії від Сполученого Королівства та створення незалежної республіки, яка охопила би територію усієї Ірландії. ТІРА була найбільшим та найбільш активним республіканським парамілітарним підрозділом під час Конфлікту у Північній Ірландії, та позиціонувала себе як наступника Ірландської республіканської армії, тому називала себе просто Ірландська республіканська армія чи ірл. Óglaigh na hÉireann ірландською мовою.
Створена в 1969 році в результаті розколу Ірландської республіканської армії на «Тимчасову» та «Офіційну». У 1972 році оголосила про тимчасове припинення вогню, яке тривало з 26 червня до 9 липня 1972 року. Саме вона причетна до більшості терактів, скоєних на території Північної Ірландії та решти Великої Британії з 1972 по 1998 роки. Коли партію Шинн Фейн, з якою парамілітарний підрозділ був пов'язаний, допустили до мирних переговорів з британським урядом, ТІРА в 1997 році оголосила про остаточне припинення вогню, в 1998 році підтримала мирну угоду і до 2005 року роззброїлась.